# Falsa acàcia
La falsa acàcia, acàcia blanca o simplement robínia (Robinia pseudoacacia) és una espècie d'arbre caducifoli de la família de les fabàcies (lleguminoses). És originària del sud-est dels Estats Units però s'ha estès per la majoria de zones del món de clima temperat. Va ser introduït a Europa fa uns 400 anys.

## Morfologia

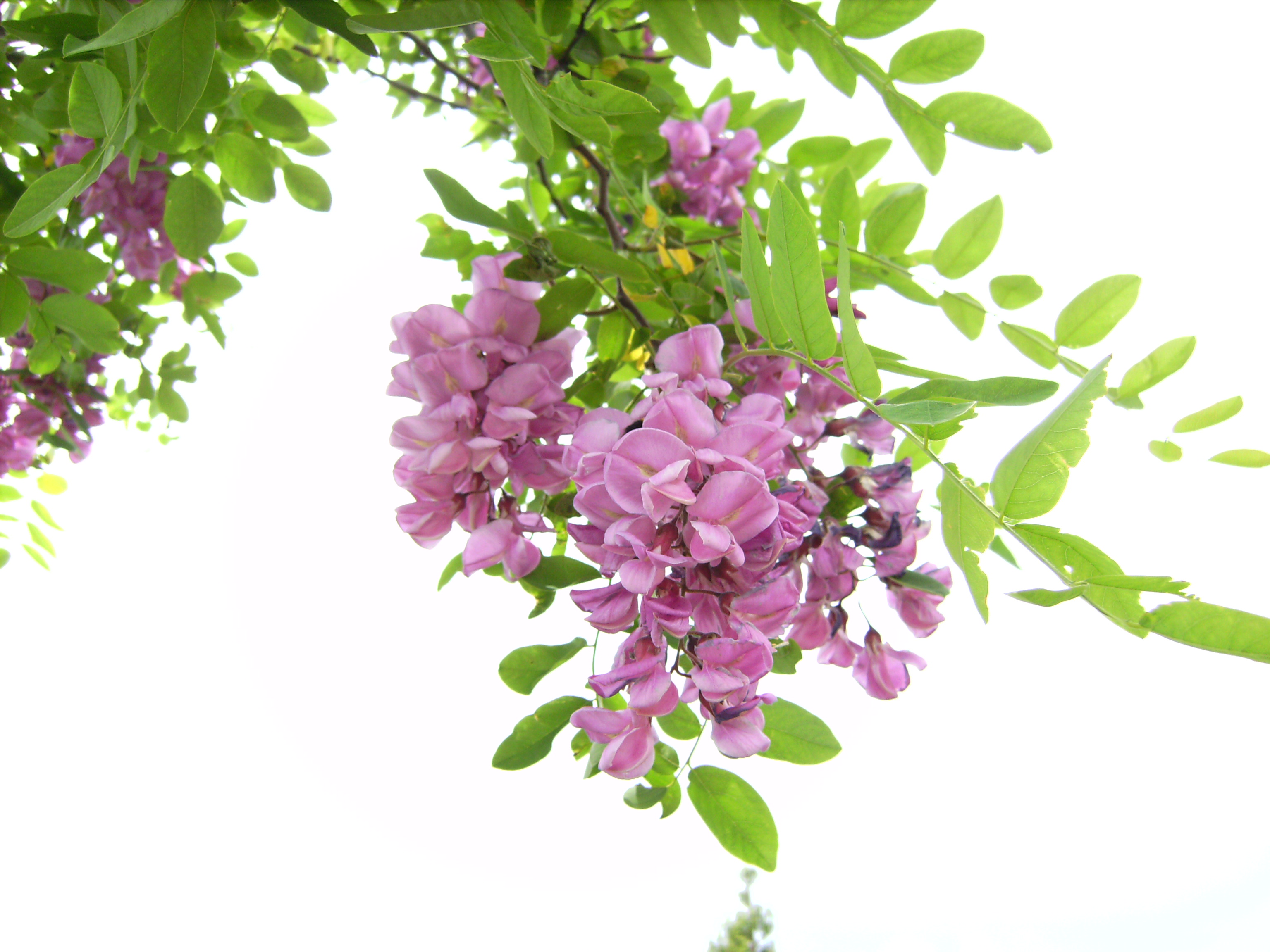
Varietat de jardí de flors rosades

Arriba a fer (excepcionalment) fins a 52 m d'alt, amb un tronc d'entre 0,8 i 1,6 m de diàmetre.
Les fulles fan de 10 a 25 cm de llarg, són pinnades, amb folíols ovals de 2 a 5 cm de llarg i d'1,5 a 3 cm d'ample. Cada fulla té una espina a la seva base.
Floreix al maig o al juny. Les flors, blanques (o rosades en varietats de jardí) són intensament flairoses. S'agrupen en raïms de 8 a 20 cm de llarg pènduls.
El fruit és un llegum de 5 a 10 cm de llarg, de color bru rogenc, que conté de 4 a 10 llavors. Roman a l'arbre gairebé durant tot l'hivern.

## Usos
La fusta és extremadament dura i resistent a la podridura
. Abans s'utilitzava molt per fer travesses en les vies del ferrocarril. També s'ha fet servir per fer graons en jardineria. Com a llenya presenta un alt poder calorífic, el més alt entre tots els arbres i comparable al de l'antracita.
És una planta de molt d'interès en apicultura, car és molt mel·lífera i produeix una mel monofloral molt apreciada. Abans de ser prohibit era sovint plantat com a arbre ornamental o d'alineació en les ciutats, ja que resisteix molt bé la contaminació. Des del desembre 2011 el seu comerç, transport i conreu són prohibits.
A Europa, es considera una de les 100 pitjors plantes invasores, car els fillols que surten de les arrels tenen una gran capacitat de propagació i són difícils d'eliminar. A Catalunya, juntament amb l'ailant, provoca un dels principals impactes ecològics i socioeconòmics als boscos de ribera.